# 40e Régiment d'Artillerie
Il 40e Régiment d'Artillerie (dal francese "40º Reggimento d'Artiglieria") è un'unità dell'esercito francese creata nel 1894